# Highway (Nederlandse band)
Highway was een Brabantse middle-of-the-road muziekgroep, afkomstig uit Kaatsheuvel. De grootste commerciële successen van Highway werden geboekt in het begin van de jaren tachtig. De groep schreef en speelde vooral Nederlandstalige muziek, maar ook (instrumentale) rock-'n-roll-nummers. Opvallend was het gebruik van Engelse woorden en zinnen in hun nummers en het feit dat Highway haar grootste successen boekte met coverversies van nummers die door Duitse artiesten waren geschreven en/of opgenomen in de jaren vijftig en zestig. Bekende singles zijn onder andere Kiddy Kiddy, Kiss Me (geschreven door Klaus Munro en oorspronkelijk opgenomen door Rita Pavone en Paul Anka in 1964) en Shake Hands (oorspronkelijk opgenomen door Drafi Deutscher and His Magics in 1964) uit 1982, en Sugar Sugar Baby uit 1983, een cover van Sugar Baby van de Duitse zanger, acteur en voormalig tieneridool Peter Kraus uit 1958.
In het begin van de jaren tachtig bestond Highway uit Martin Cornelissen en de broers Hans, Ton en Jan van Mook. Martin Cornelissen had samen met zijn broer Jan in de jaren zestig en begin jaren zeventig als zanger en gitarist deel uitgemaakt van The Symptomes uit Dongen/Rijen, en deze band had in 1967 haar debuutsingle Zij Liet Me Staan/Paulien uitgebracht (beide liedjes waren geschreven door Martin Cornelissen, en deze single wordt door sommigen als een bona fide Nederbiet-klassieker beschouwd). Highway had zijn grootste commerciële succes in 1982 met de single Kiddy Kiddy, Kiss Me, een lied dat geschreven was door de Duitse zanger, componist, tekstschrijver en producer Klaus Munro en dat oorspronkelijk in 1964 was opgenomen door de Italiaanse zangeres Rita Pavone en de Amerikaanse zanger Paul Anka, en in 1965 was een Nederlandse coverversie van Kiddy Kiddy, Kiss Me opgenomen door The Blue Diamonds en Karin Kent (de Nederlandse tekst was geschreven door Gerrit den Braber, die onder zijn pseudoniem P. Cirkel op het label werd genoemd), maar deze single van The Blue Diamonds en Karin Kent werd geen hit. De versie van Kiddy Kiddy, Kiss Me van Highway bereikte in 1982 de zesde plaats van de Nederlandse Top 40 hitlijst, en kort daarna verliet Ton van Mook de band en werd vervangen door Leo Meijer.

## Discografie

### Albums
| Album met eventuele hitnotering(en) in de Nederlandse Album Top 100 | Datum van verschijnen | Datum van binnenkomst | Hoogste positie | Aantal weken | Opmerkingen   |
| ------------------------------------------------------------------- | --------------------- | --------------------- | --------------- | ------------ | ------------- |
| Voor Sonja doe ik alles                                             | 1981                  | -                     |                 |              |               |
| Kiddy kiddy, kiss me                                                | 1982                  | 07-08-1982            | 18              | 9            |               |
| Holland rock 'n rollland                                            | 1984                  | -                     |                 |              |               |
| De grootste hits van                                                | 1998                  | -                     |                 |              | Verzamelalbum |
| Nog meer hits van Highway                                           | 1989                  | -                     |                 |              | Verzamelalbum |
| Highway                                                             | 1992                  | -                     |                 |              |               |
| Tijdloos                                                            | 1993                  | -                     |                 |              |               |
| Alleen voor jou                                                     | 1995                  | -                     |                 |              |               |

### Singles
| Single met eventuele hitnotering(en) in de Nederlandse Top 40 | Datum van verschijnen | Datum van binnenkomst | Hoogste positie | Aantal weken | Opmerkingen |
| ------------------------------------------------------------- | --------------------- | --------------------- | --------------- | ------------ | --- |
| Paulien/Hello Mary Lou                                        | 1980                  | -                     |                 |              | Paulien werd geschreven door Martin Cornelissen, en de oorspronkelijke versie van dit nummer werd opgenomen door The Symptomes en uitgebracht op het Philips platenlabel in 1967 als B-kant van Zij Liet Me Staan.                                                                          |
| Honey Don't /Y'Arriva                                         | 1980                  | -                     |                 |              | Y'Arriva was een cover van het gelijknamige lied van Cliff Richard en The Shadows, dat in 1962 was uitgebracht als B-kant van de single Forty Days. |
| Troela, O Troela/Waarom Huil Je Kleine Linda                  | 1980                  | -                     |                 |              | Troela, O Troela was oorspronkelijk opgenomen door Ibe Hundling en zijn Lighttown Skiffle Group uit Eindhoven en uitgebracht in 1961. Waarom Huil Je Kleine Linda was oorspronkelijk opgenomen door The Symptomes en uitgebracht op het Decca platenlabel in 1971.                          |
| Oh, Jenny girl/Voor Jou Wil Ik Leven                          | 1981                  | -                     |                 |              | Oh, Jenny Girl is een bewerking van Oh Baby Doll van Chuck Berry |
| Baby How Are You/Buck's Polka                                 | 1981                  | -                     |                 |              | Baby, How Are You werd oorspronkelijk in 1972 opgenomen door The Tony Hendrik Five. Buck's Polka is een coverversie van het gelijknamige lied van Buck Owens & His Buckaroos uit 1965. |
| Bye Bye Blondie/Je hoeft niet mooi te wezen                   | 1981                  | -                     |                 |              | Bye Bye Blondie is een coverversie van het gelijknamige lied van Trini Lopez uit 1963. Je hoeft niet mooi te wezen is een coverversie van het gelijknamige lied van Ibe Hundling en zijn Lighttown Skiffle Group uit Eindhoven, dat de B-kant was van hun single Troela, O Troela uit 1961. |
| Little Suzy/Hello My Love                                     | 1981                  | -                     |                 |              | Little Suzy is een coverversie van het gelijknamige lied van Clarence 'Frogman' Henry uit 1961. |
| Tell Him/Oh Suzanna                                           | 1981                  | -                     |                 |              | Tell Him is een cover van het gelijknamige lied van de Amerikaanse groep The Exciters uit 1963, geschreven door Bert Berns. |
| Troela, Troela, Troela-La/Huil Maar Niet                      | 1981                  | -                     |                 |              | Troela, Troela, Troela-La is een cover van het gelijknamige lied van Rob de Nijs met The Fouryo's en The Lords, dat in 1964 uitgebracht werd. Huil Maar Niet werd geschreven door Martin Cornelissen.                                                                                       |
| Kiddy Kiddy, Kiss Me/Mijn Prinses                             | 1982                  | 17-07-1982            | 6               | 9            | Nr. 7 in de Single Top 100 en Nummer 6 in de Nederlandse Top 40. Kiddy Kiddy, Kiss Me werd gecomponeerd door Klaus Munro en oorspronkelijk in 1964 opgenomen door Rita Pavone en Paul Anka. Mijn Prinses werd geschreven door Martin Cornelissen.                                           |
| Crazy love/Ik Weet                                            | 1982                  | -                     |                 |              | Crazy Love is een coverversie van het gelijknamige lied dat door Oscar Remeeus was geschreven en door John Lamers met Cees & his Skyliners in 1961 werd opgenomen en dat hun eerste hit werd in dat jaar.                                                                                   |
| Corriamo/Ik Ben Zo Alleen (I'm walking the blues)             | 1982                  | -                     |                 |              | Uitgebracht op het Belgische Paprika Records platenlabel. |
| Shake Hands/Brief van een moeder aan haar jongen              | 1982                  | 16-10-1982            | tip17           | -            | Nr. 46 in de Single Top 100. Shake Hands was een coverversie van het gelijknamige lied van Drafi Deutscher and His Magics uit 1964. Brief van een moeder aan haar jongen was een compositie van Koos Speenhoff.                                                                             |
| Rozen Hebben Doornen/Jij Bracht De Zon In Mijn Leven          | 1982                  | -                     |                 |              | Rozen Hebben Doornen is een coverversie van Rosen haben Dornen (oorspronkelijk opgenomen door de Israëlische zangeres Carmela Corren in 1963), en een Nederlandse versie van dit lied werd kort daarna door Anneke Grönloh uitgebracht.                                                     |
| Sugar Sugar Baby/Meisje Ik Wil Met Je Vrijen                  | 1983                  | 28-01-1984            | 28              | 4            | Nr. 12 in de Single Top 100 en een 28e plaats in de Nederlandse Top 40 in 1984. Sugar Sugar Baby is een coverversie van het lied Sugar Baby, dat oorspronkelijk in 1958 door de Duitse zanger Peter Kraus was gezongen en dat diens bestverkochte single is.                                |
| Voor Sonja Doe Ik Alles/I've Had It                           | 1983                  | -                     |                 |              | Uitgebracht op het Belgische platenlabel Paprika Records. Voor Sonja Doe Ik Alles is een coverversie van het gelijknamige lied uit 1963 van Rob de Nijs en The Lords, dat op zijn beurt een coverversie was van Für Gaby tu' ich alles van de Duitse zanger Gert Böttcher uit 1962.         |
| Bene Bene (Bene Bene Bene)/Karin                              | 1984                  | -                     |                 |              | Oorspronkelijk opgenomen als Bene Bene Bene door Rita Pavone en uitgebracht in 1969. Karin is geschreven door A. Smits en Martin Cornelissen. |
| De Trini Lopez Medley/Diana Darlin (I wanna merry you)        | 1985                  | -                     |                 |              | Uitgebracht op het Boni Records platenlabel uit Katwijk. |
| Tiroler Rock 'N Roll/Let's Dance                              | 1985                  | -                     |                 |              | Uitgebracht op het Boni Records platenlabel uit Katwijk. Let's Dance was een coverversie van het gelijknamige lied van de Amerikaanse zanger Chris Montez uit 1962. |
| Dear One/De Zon Achterna                                      | 1988                  | -                     |                 |              | Dear One is een coverversie van het gelijknamige lied uit 1962 van de Amerikaanse zanger Larry Finnegan. |
| Teenager Melodie/Oh, Magali                                   | 1988                  | -                     |                 |              | Teenager Melodie was een coverversie van Teenager-Melodie van Conny Froboess en Will Brandes uit 1958. Oh, Magali was een compositie van J.A. Smits en Martin Cornelissen. |
| Als Ik Naar Jou Kijk/Kom Op, Everybody                        | 1989                  | -                     |                 |              | Beide liedjes zijn geschreven door J.A. Smits en Martin Cornelissen. |
| Hallo, Hallo/Ondersteboven Van Jou                            | 1989                  | -                     |                 |              | |
| Kissing Time/Lonely Guitar (instr.)                           | 1989                  | -                     |                 |              | |

| Single met hitnotering(en) in de Vlaamse Ultratop 50 | Datum van verschijnen | Datum van binnenkomst | Hoogste positie | Aantal weken | Opmerkingen                |
| ---------------------------------------------------- | --------------------- | --------------------- | --------------- | ------------ | -------------------------- |
| Sugar sugar baby                                     | 1982                  | -                     |                 |              | Nr. 3 in de Radio 2 Top 30 |